# Епархия Нгаундере
Епархия Нгаундере (лат. Dioecesis Ngaunderensis) — епархия Римско-Католической церкви с центром в городе Нгаундере, Камерун. Епархия Нгаундере входит в митрополию Гаруа.

## История
19 ноября 1982 года Римский папа Иоанн Павел II издал буллу Qui in beatissimi, которой учредил епархию Нгаундере, выделив её из aрхиепархии Гаруа. 

## Ординарии епархии
- епископ Jean-Marie-Joseph-Augustin Pasquier (1982—2000)
- епископ Joseph Djida (2000 — 2015)

## Источник
- Annuario Pontificio, Ватикан, 2007
- Булла Qui in beatissimi, AAS 75 (1983) I, стр. 199  (лат.)